# 托马斯·霍夫雷萨
托马斯·霍夫雷萨（西班牙語：Tomás Jofresa，1970年1月25日—），西班牙男子篮球运动员。他曾代表西班牙国家队参加1992年夏季奥林匹克运动会篮球比赛，获得第九名。

## 家庭
哥哥拉斐尔·霍夫雷萨。